# Пуэрто-риканская социалистическая партия
Пуэрто-риканская социалистическая партия (англ. Puerto Rican Socialist Party, исп. Partido Socialista Puertorriqueño) — марксистская партия, выступавшая против господства США на Пуэрто-Рико и за создание на острове независимой «демократической рабочей республики». Существовала в 1959—1993 годах.

## История
Возникла как левый национальный фронт под названием Движение за независимость (англ. Pro-Independence Movement, MPI), созданное активистами, отколовшимися от Партии независимости Пуэрто-Рико (англ. Puerto Rican Independence Party, PIP), активистами Националистической (англ. Nationalist Party of Puerto Rico) и Коммунистической (англ. Communist Party of Puerto Rico) партий Пуэрто-Рико, при участии студентов — членов Университетской федерации за независимость (исп. Federación de Universitarios Pro Independencia, FUPI). Находилась под сильным влиянием Кубинской революции. Пуэрто-риканская коммунистическая партия сотрудничала с Движением за независимость, но не контролировала его.
В Пуэрто-риканскую социалистическую партию Движение за независимость оформилось в 1971 году. Первым генеральным секретарём стал Хуан Мари Брас. В выборах 1976 года партия участвовала совместно с Партией независимости Пуэрто-Рико, получив 7 % голосов.
Пуэрто-риканская социалистическая партия поддерживала связи с социалистическими и революционными движениями Латинской Америки, такими как Коммунистическая партия Кубы, Социалистическая партия Чили, Сандинистский фронт национального освобождения и Фронт национального освобождения имени Фарабундо Марти; была наблюдателем в Движении неприсоединения.
Партия и движение работали также в пуэрто-риканских общинах в самих США; например, в 1974 году ПСП провела 20-тысячный митинг за независимость Пуэрто-Рико в Медисон-сквер-гарден. Кроме того, участвовали в движении против войны во Вьетнаме. Подвергались преследованиям по COINTELPRO.
Предоставляя марксистский анализ пуэрто-риканского общества, пуэрто-риканская социалистическая партия выступала за некапиталистический путь развития. В партии велись дебаты относительно стратегии борьбы за независимость. Изначально стояла установка на партизанскую борьбу против американского колониализма. Новая программа, принятая в 1978 году, отрицала крайности национализма и сталинизма, учитывала теоретические наработки Антонио Грамши и выступала за соединение революционных и легальных средств борьбы, включая профсоюзную и электоральную. В 1982 году противоречия между националистическим руководством партии и социалистическим активом партии привели к расколу, когда внутрипартийная оппозиция покинула ПСП, осудив отказ от построения классовой марксистско-ленинской партии рабочего класса.
В 1980-е годы поддержка партии сошла на нет, и она прекратила существование в 1993 году. Часть её активистов перешла в Народно-демократическую партию Пуэрто-Рико или Остосианское движение за национальную независимость. В мае 2007 года бывшие члены ПСП, ныне работающие под названием «Комитет 27 октября», провели конференцию в Нью-Йорке.